# Johann Mannhardt

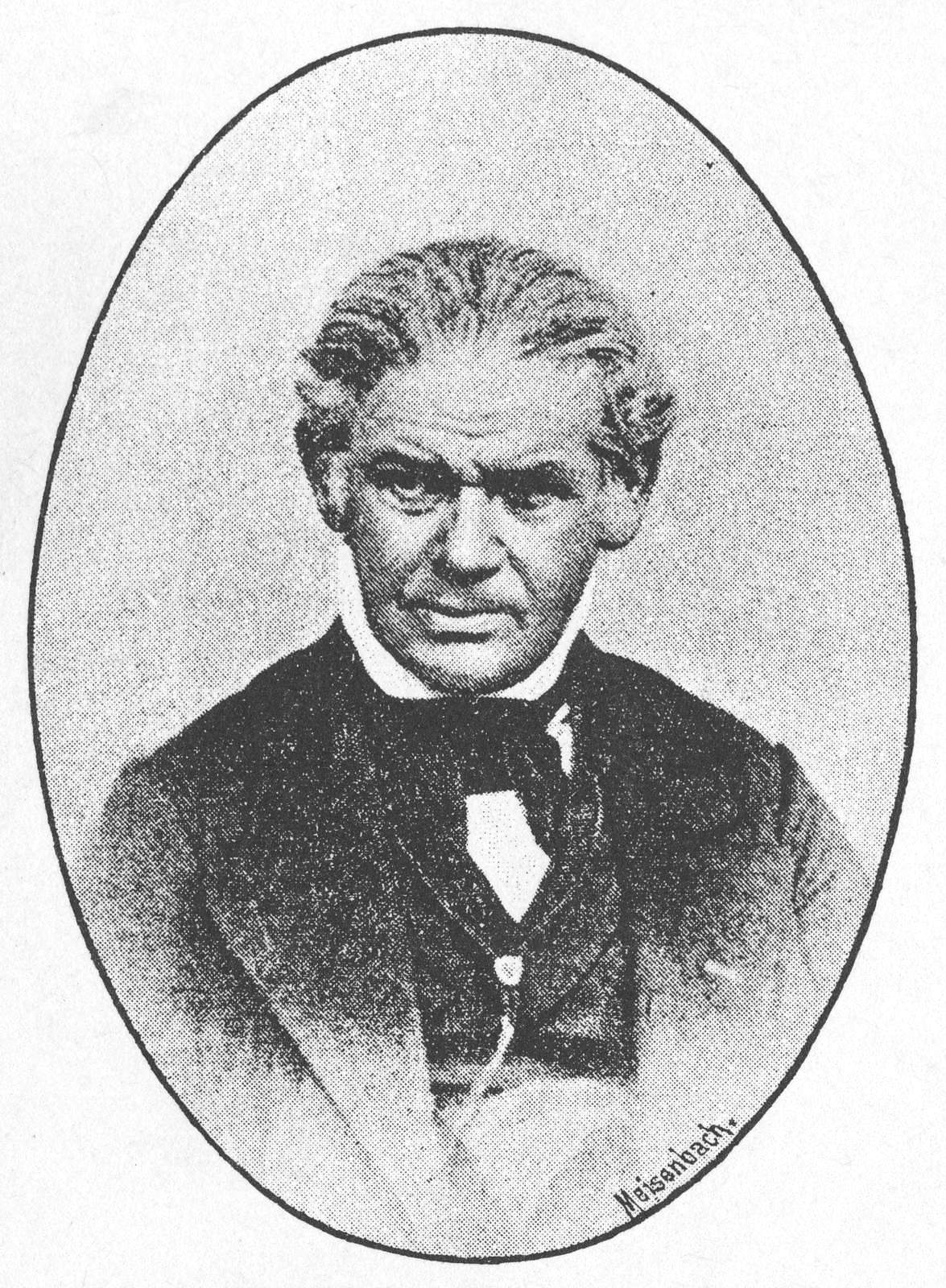
Johann Mannhardt

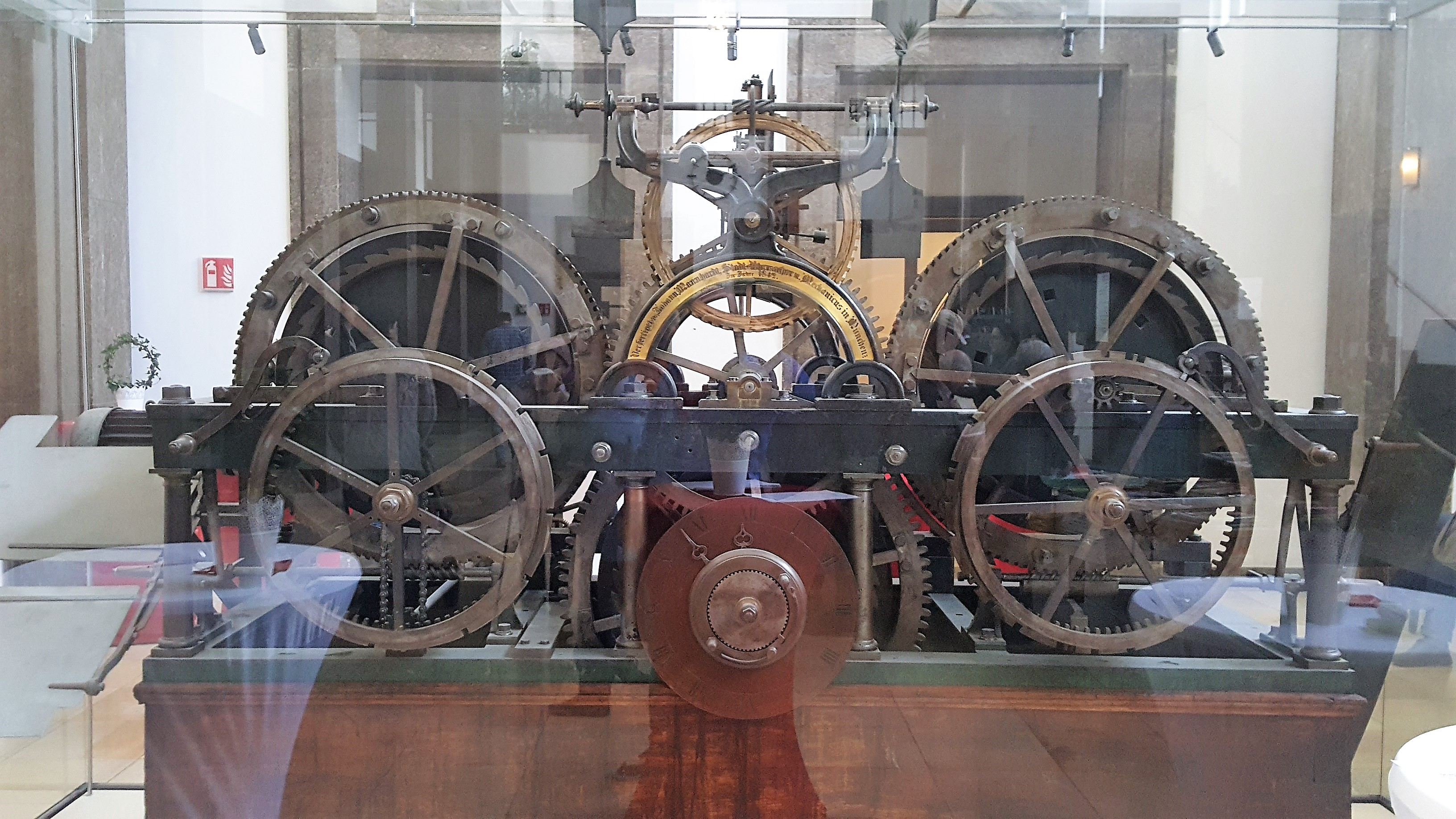
Ehemalige Turmuhr in der Frauenkirche (München), in Betrieb von 1842 bis 1969

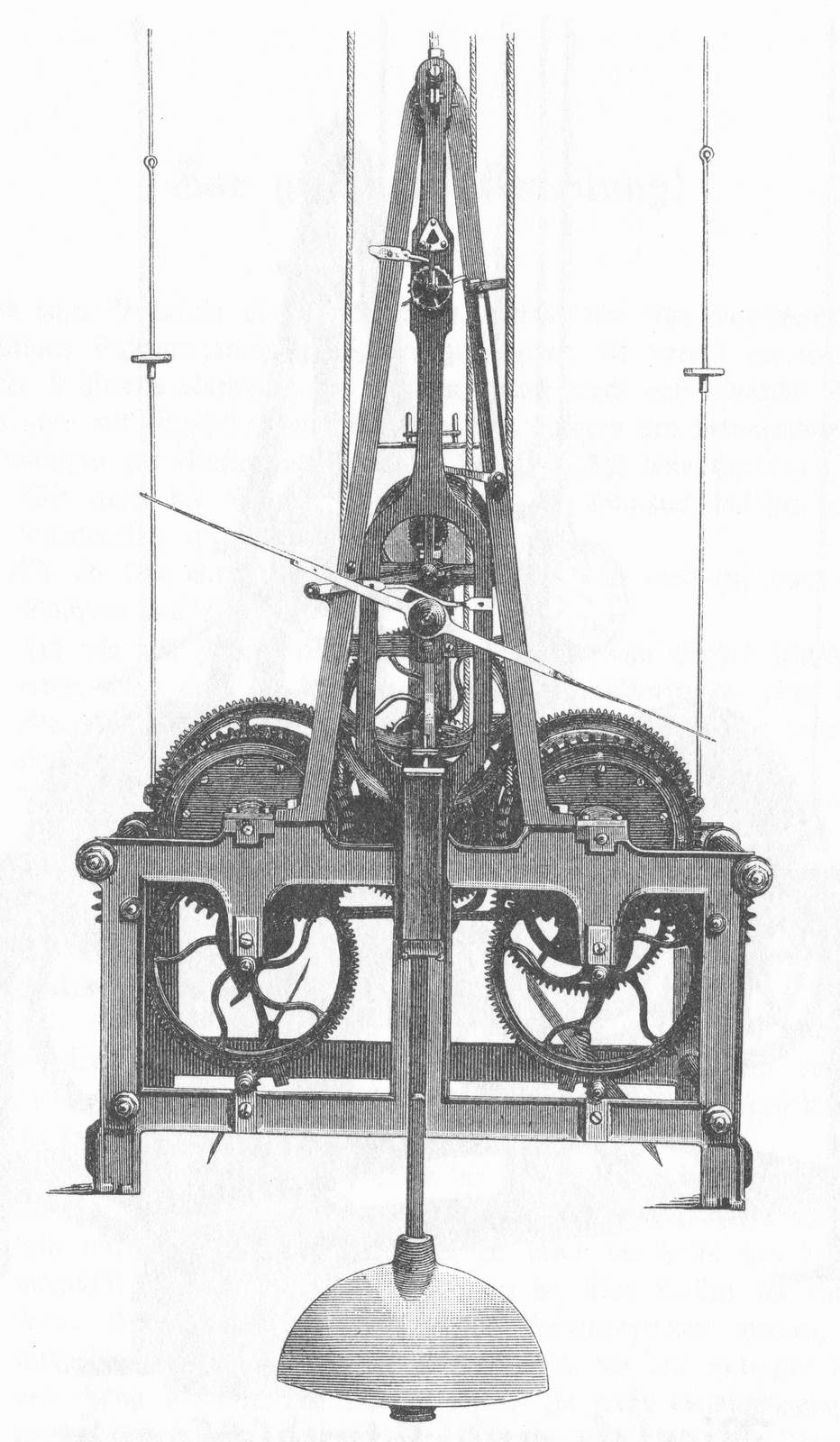
Viertel- und Stundenschlaguhr (1886)

Johann Michael Mannhardt (* 31. August 1798 in Bürstling bei Gmund; † 25. August 1878 in München) war ein deutscher Uhrmacher, Mechaniker und Erfinder.

## Leben
Mannhardt wurde in Bürstling am Tegernsee geboren und arbeitete zunächst als Ziegenhirte. Er erlernte in Gmund das Uhrmacherhandwerk und entwickelte früh ein großes Talent für mechanische Arbeiten. Ab 1821 arbeitete er in Miesbach beim Turmuhrenbauer Fritz.
1826 erschuf er die Uhr für den Uhrenturm in Rottach-Egern. 1833 fertigte er die Turmuhr für die evangelische Matthäuskirche in München an. 1844 zog er nach München, wo er unter anderem eine neue Plombierungsmaschine und eine Ölmühle erfand sowie die eisernen Rahmen für die Dachflächenfenster auf dem Dach der Alten Pinakothek anfertigte. Er verbesserte ebenso eine Reihe von Maschinen, darunter Sägen, Drehbänke und Torfpressen, und erhielt mehrere Patente. Mannhardt arbeitete auch weiterhin als Uhrmacher, insbesondere schuf er Turmuhren für viele europäische und amerikanische Uhrentürme.
1844 gründete er die Königlich Bayerische Hof-Thurmuhren-Fabrik Johann Mannhardt in München, die 1928 von der Ulmer Turmuhrenfabrik Philipp Hörz übernommen wurde.

## Letzte Ruhestätte

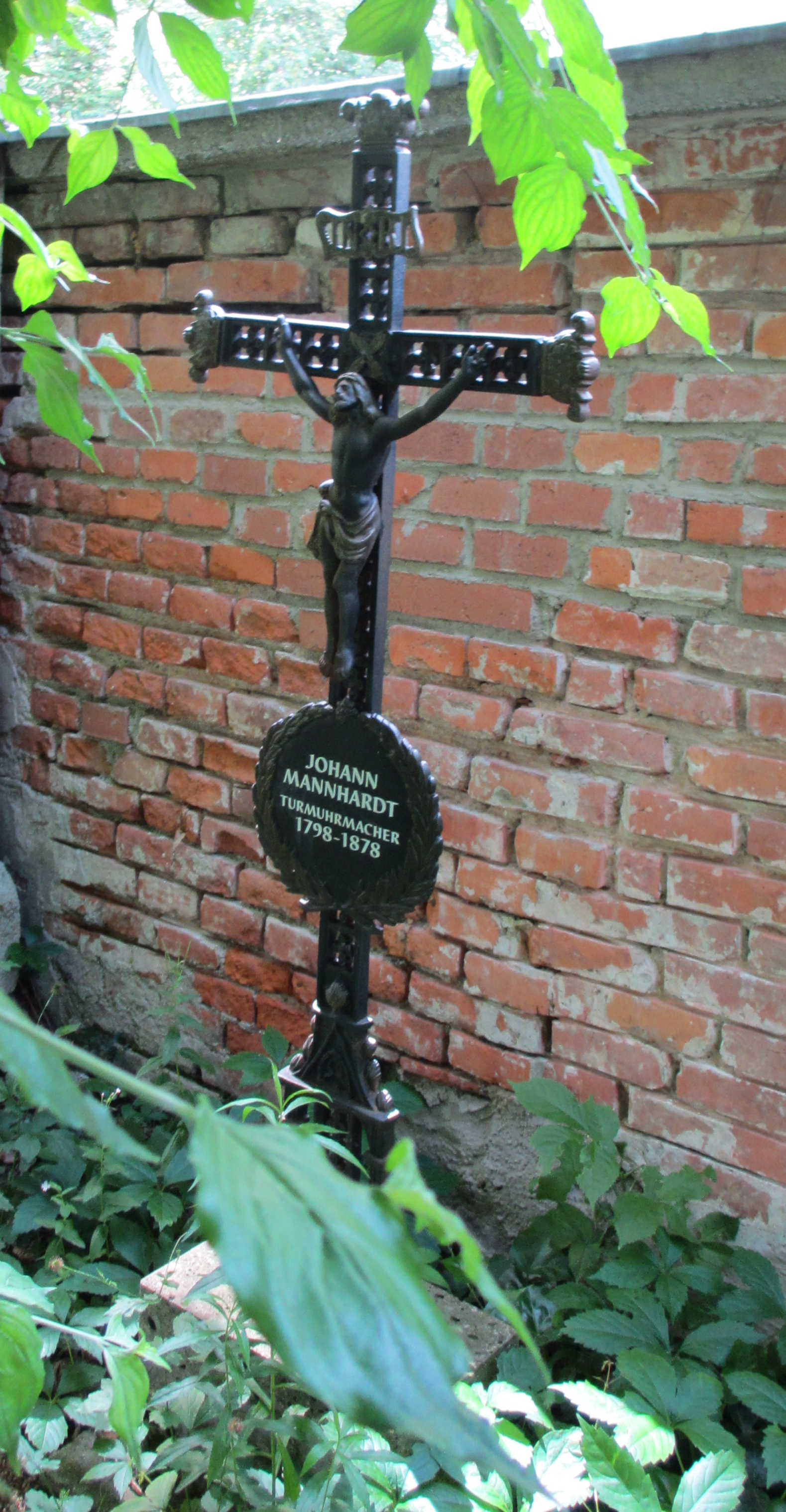
Grab von Johann Mannhardt auf dem Alten Südlichen Friedhof in München,

Johann Mannhardt starb 1878 in München. Seine Grabstätte befindet sich auf dem Alten Südlichen Friedhof in München (Mauer rechts, Platz 185 bei Gräberfeld 6, Standort).

## Ehrung
In München und in Miesbach sind Straßen nach ihm benannt.

## Werk
Auf Mannhardt gehen diverse Erfindungen und technische Verbesserungen im Turmuhrenbau zurück, so beispielsweise die Mannhardt’sche Stiftenhemmung, eine Variation der Scherenhemmung.
Bekannte Turmuhren:
- (o. J.): Turmuhr der Pfarrkirche und der Portiunkulakirche in Miesbach
- 1833: Turmuhr der evangelischen Matthäuskirche in der Sonnenstraße in München (1938 von den Nationalsozialisten abgerissen)
- 1826: Turmuhr St. Laurentius in Rottach-Egern
- 1842: Turmuhr der Frauenkirche in München, heute im Deutschen Museum
- 1863: Turmuhr mit freischwingendem Pendel, mit bis dahin unbekannter Präzision[2]
- 1878/79: Turmuhr des Kölner Doms[3]
- (o. J.): Turmuhr der Volksschule Mülln in Salzburg, Nr. 1993
- (o. J.): Turmuhr Kloster Fürstenfeld
- 1904: Turmuhr Rathaus Gundelfingen a. d. Donau, heute in Privatbesitz
- 1906: Turmuhr Dreifaltigkeitskirche (Haunsheim)

Andere Werke:
- Mit einer von der Firma Johann Mannhardt 1854 in München für 1.000 Gulden hergestellten Guillotine wurde seit 1856 die Vollstreckung der Todesstrafe durchgeführt. Diese Guillotine – auch unter dem Begriff „Mannhardt-Fallbeil“ bekannt – bestand zum überwiegenden Anteil aus Eisen. Sie stand zuletzt im Münchener Gefängnis Stadelheim und war dort vom letzten bayerischen Scharfrichter Johann Reichhart so umgebaut worden, dass die Hinrichtungen (z. B. der Geschwister Scholl) schneller ablaufen können. Dieses Exemplar ist – auf Grund der identischen Umbauten – mit sehr hoher Wahrscheinlichkeit identisch mit dem, das seit 1974 in den Depots des Bayerischen Nationalmuseums lagert. Der Hörfunkjournalist Ulrich Trebbin stieß 2014 bei seinen Recherchen für ein Feature zu Mannhardt im Bayerischen Rundfunk[4] auch auf diese Geschichte.[5]